# اگورا (بلمانت)
اگورا (بلمانت) (به اسپانیایی: Agüera (Belmonte)) یک منطقهٔ مسکونی در اسپانیا است که در آستوریاس واقع شده‌است.

## خصوصیات
اگورا ۹۷ نفر جمعیت دارد.